# Pixy
Pixy (koreanisch: 픽시) ist eine südkoreanische Girlgroup der vierten K-Pop-Generation, die von Allart Entertainment und Happy Tribe Entertainment gegründet wurde. Ursprünglich eine sechsköpfige Gruppe, verließen Ella und Satbyeol im August 2022 sowie Dajeong im Juni 2024 die Gruppe. Die Gruppe besteht aus 4 Mitgliedern: Dia, Lola, Sua und Rinji. Die Girlgroup debütierte am 24. Februar 2021 mit dem Single-Album With My Wings. Der offizielle Fanclub-Name lautet Winxy.

## Geschichte

### Pre-Debüt
Ella war Team leader der Gruppe Cherry Bullet unter dem Künstlernamen Mirae. Sie verließ die Gruppe am 13. Dezember 2019 zusammen mit den Mitgliedern Kokoro und Linlin. Satbyeol war ein ehemaliges Mitglied der Gruppe Girls’ Alert. Am 24. April 2020 verschob die Firma Roots Entertainment die Veröffentlichung des Albums der Gruppe aufgrund der COVID-19-Pandemie. Drei Mitglieder entschieden sich zu bleiben, während Satbyeol zu einer neuen Agentur wechselte. Satbyeol nahm auch an JTBCs Mix Nine teil, wo sie den 93. Platz belegte. Dajeong war ein ehemaliges Mitglied der Kindergruppe Supa, die sich später im Jahr 2018 auflöste.

### 2021: Debüt,With My WingsundTemptation
Am 24. Februar 2021 debütierte Pixy mit dem digitalen Single-Album With my Wings und dem Titelsong Wings.
Am 20. Mai veröffentlichte Pixy das erste Mini-Album Bravery und die Leadsingle Let Me Know.
Am 7. Oktober veröffentlichte Pixy ihr zweites Mini-Album Temptation und die Leadsingles Addicted und Bewitched.

### 2022:Reborn, Ausstieg von Ella und Satbyeol
Die Gruppe veröffentlichte ihr drittes Mini-Album Reborn am 15. Juni 2022. Ella nahm an diesem Album nicht teil, da sie aus gesundheitlichen Gründen eine Pause eingelegt hatte. Kurz nach Ende der Promotionszeit gab AllArt Entertainment bekannt, dass Satbyeol aus gesundheitlichen Gründen eine Pause einlegen würde. Am 27. August wurde bekannt gegeben, dass sowohl Ella als auch Satbyeol die Gruppe verlassen hätten. Am 27. September wurde Rinji als neues Mitglied angekündet, sie ist seit dem 13. Oktober offiziell Mitglied von Pixy.

### 2023:Chosen KarmaundThe Voice
Am 10. März 2023 veröffentlichte Pixy ihr viertes Mini-Album Chosen Karma und die Leadsingle Karma.
Das digitale Album The Voice mit dem Titelsong Truth Or Dare erschien am 24. Oktober.

### 2024: Dajeongs Ausstieg
Am 20. Juni 2024 teilte Dajeong über ihren Instagram-Account mit, dass sie Pixy offiziell verlassen hätte.

## Mitglieder
| Name                 | Geburtsname          | Geburtstag (Alter)    | Geburtsort | Position               |
| -------------------- | -------------------- | --------------------- | ---------- | ---------------------- |
| Dia 디아             | Choi Eun-ji 최은지   | 16. Juli 2001 (23)    | Changwon   | Team leader Main Vocal |
| Lola 로라            | Choi Yu-jeong 최유정 | 22. Februar 2001 (24) | Busan      | Main Rap               |
| Sua 수아             | Choi Su-a 최수아     | 24. Februar 2003 (22) | Busan      | Sub Vocal              |
| Rinji 린지           | Hwang Rin-ji 황린지  | 5. Mai 2006 (18)      | Seoul      | Sub Vocal, Main Dance  |
| Ehemalige Mitglieder |                      |                       |            |                        |
| Ella 엘라            | Kim Kyung-joo 김경주 | 26. März 1998 (26)    | Busan      | Leader Main Vocal      |
| Satbyeol 샛별        | Jeon Yoo-jin 전유진  | 27. Februar 2001 (24) | Cheongju   | Lead Rap               |
| Dajeong 다정         | Jung Da-jeong 정다정 | 31. Juli 2003 (21)    | Korea Sud  | Main Vocal             |

## Diskografie

### EPs
| Jahr | Titel Musiklabel                                             | Höchstplatzierung, Gesamtwochen, AuszeichnungChartsChartplatzierungen (Jahr, Titel, Musiklabel, Platzierungen, Wochen, Auszeichnungen, Anmerkungen) | Anmerkungen                            |
| Jahr | Titel Musiklabel                                             | KR | Anmerkungen                            |
| ---- | ------------------------------------------------------------ | --- | -------------------------------------- |
| 2021 | Bravery Allart Entertainment, Happy Tribe Entertainment      | KR59 (3 Wo.)KR | Erstveröffentlichung: 20. Mai 2021     |
| 2021 | Temptation Allart Entertainment, Happy Tribe Entertainment   | KR27 (6 Wo.)KR | Erstveröffentlichung: 7. Oktober 2021  |
| 2022 | Reborn Allart Entertainment, Happy Tribe Entertainment       | KR27 (3 Wo.)KR | Erstveröffentlichung: 15. Juni 2022    |
| 2023 | Chosen Karma Allart Entertainment, Happy Tribe Entertainment | KR20 (6 Wo.)KR | Erstveröffentlichung: 10. März 2023    |
| 2023 | The Voice Allart Entertainment, Happy Tribe Entertainment    | — | Erstveröffentlichung: 24. Oktober 2023 |

### Single-Alben
| Jahr | Titel Musiklabel                                              | Höchstplatzierung, Gesamtwochen, AuszeichnungChartsChartplatzierungen (Jahr, Titel, Musiklabel, Platzierungen, Wochen, Auszeichnungen, Anmerkungen) | Anmerkungen                            |
| Jahr | Titel Musiklabel                                              | KR | Anmerkungen                            |
| ---- | ------------------------------------------------------------- | --- | -------------------------------------- |
| 2021 | With My Wings Allart Entertainment, Happy Tribe Entertainment | — | Erstveröffentlichung: 24. Februar 2021 |

### Singles
| Jahr | Titel              | Album         |
| ---- | ------------------ | ------------- |
| 2021 | Wings (날개)       | With my Wings |
| 2021 | Let Me Know        | Bravery       |
| 2021 | Addicted (중독)    | Temptation    |
| 2021 | Moonlight          | Temptation    |
| 2021 | Bewitched          | Temptation    |
| 2021 | Call Me (불러불러) | –             |
| 2022 | Villain            | Reborn        |
| 2023 | Karma              | Chosen Karma  |

## Auszeichnungen und Nominierungen
| Auszeichnung       | Jahr | Kategorie                          | Titel | Ergebnis  |
| ------------------ | ---- | ---------------------------------- | ----- | --------- |
| Asia Artist Awards | 2021 | Female Idol Group Popularity Award | Pixy  | Nominiert |